# Hrafn heimski Valgarðsson
Hrafn heimski Valgarðsson (Valgardhsson, n. 870) foi um caudilho víquingue de Trontêmio, Noruega e um dos primeiros colonizadores  a estabelecer um assentamento em Eyjafjöll, entre Kaldaklofsár e Lambafellsár, Rangárvallasýsla na Islândia. A sua propriedade encontrava-se em Rauðafelli e foi o primeiro goði do clã familiar dos Dalverjar. A estirpe de Hrafn era uma das mais nobres da ilha, possuía vínculos familiares com a realeza dinamarquesa que o relacionavam com Hrœrekr slöngvanbaugi e Haroldo Hilditonn. Entre os seus descendentes salientam-se Mordo Valgarsson e Semundo, o Sábio.

## Goðar
Segundo a saga de Njál do seu filho Jörundur goði Hrafnsson (n. 905), nasce uma dinastia de poderosos goði da região: Úlfur aurgoði Jörundsson (940 - 1010), e Runólfur Úlfsson. O irmão de Runólfur goði, Svartur Úlfsson (n. 968), foi um bóndi de Rangárvalla e é mencionado na saga de Hænsna-Þóris.